# Muara M Lama
Muara M Lama is een bestuurslaag in het regentschap Padang Lawas van de provincie Noord-Sumatra, Indonesië. Muara M Lama telt 61 inwoners (volkstelling 2010).